# گاوماهی‌سانان
گاوماهی‌سانان (نام علمی: Gobiiformes) نام یک راسته از فراراسته خارباله‌داران است.